# Kamarasanahalli, Hosakote
Kamarasanahalli là một làng thuộc tehsil Hosakote, huyện Bangalore Rural, bang Karnataka, Ấn Độ.